# Johann Duhaupas
Johann Duhaupas (* 5. Februar 1981 in Abbeville, Frankreich) ist ein französischer Boxer im Schwergewicht.

## Profikarriere
Duhaupas begann seine Boxkarriere erst im Alter von 19 Jahren in Abbeville. Er bestritt 15 Amateurkämpfe und wurde 2002 Französischer Vizemeister im Superschwergewicht.
Er bestritt seinen ersten Profikampf im Februar 2004 und blieb in 17 Kämpfen ungeschlagen, ehe er im Dezember 2008 in Zürich nach Punkten gegen Francesco Pianeta unterlag. In dem Kampf ging es um den EU-Titel der EBU im Schwergewicht.
Er blieb jedoch in seinen nächsten 14 Kämpfen wieder ungeschlagen, wurde im Mai 2010 WBC-Mittelmeerraum-Meister und im Juni 2013 Französischer Meister. Im Oktober 2013 besiegte er den bis dahin ungeschlagenen Finnen Jarno Rosberg (Bilanz: 14-0) durch KO in der vierten Runde und gewann damit den EU-Titel der EBU im Schwergewicht. Den Titel verteidigte er im April 2014 durch KO in der siebenten Runde gegen den Finnen Janne Katajisto (16-1).
Beim Kampf um den Interkontinentalen Meistertitel der IBF im Schwergewicht verlor er am 14. März 2015 in Stuttgart nach Punkten gegen den Deutsch-Türken Erkan Teper (13-0), gewann jedoch am 10. April 2015 in Moskau nach Punkten gegen den Deutsch-Syrer Mahmoud Charr (27-2).
Ab Juli 2015 wurde er vom Weltverband WBC auf Platz 12 der Herausforderer geführt und konnte in dieser Position am 26. September 2015 gegen den US-amerikanischen WBC-Weltmeister Deontay Wilder (34-0) boxen, verlor den Kampf jedoch durch TKO in Runde 11.
Im April 2016 gelang ihm ein Sieg durch KO in der sechsten Runde gegen den Finnen Robert Helenius (22-0), er verlor jedoch seinen nächsten Kampf im Dezember 2016 selbst durch KO in Runde 6 gegen den Russen Alexander Powetkin (30-1).
Am 14. Dezember 2017 siegte er durch TKO in der achten Runde gegen seinen Landsmann Newfel Ouatah (15-1) und wurde dadurch Internationaler Meister der WBA im Schwergewicht. Im April 2018 unterlag er jedoch bei einem WBA-WM-Ausscheidungskampf in Brooklyn nach Punkten gegen den US-Amerikaner Jarrell Miller (20-0).
Im September 2020 verlor er durch TKO in der ersten Runde gegen seinen Landsmann Tony Yoka (7-0) und im Mai 2022 durch TKO in der fünften Runde gegen den Kasachen Zhan Kossobutskiy (17-0).